# Taoudmout
Taoudmout là một đô thị thuộc tỉnh Sidi Bel Abbès, Algérie. Dân số thời điểm năm 2002 là 1.991 người.